# Garden City (Cairo)
Garden City es un afluente distrito en el costado este de la playa del Nilo en El Cairo, Egipto. Está entre el Nilo y Downtown Cairo, justo al sur de la Plaza Tahrir sobre la calle Qasr al-Ayn.
Garden City es notable por sus calles sinuosas. Originalmente fue diseñada por británicos para rodear la embajada británica en Egipto.